# Vernon megye (Wisconsin)
Vernon megye az Amerikai Egyesült Államokban, azon belül Wisconsin államban található. Megyeszékhelye és legnagyobb városa Viroqua. Lakosainak száma 30 714 fő (2020. április 1.). Vernon megye La Crosse, Monroe, Juneau, Sauk, Richland, Crawford, Allamakee és Houston megyékkel határos.

## Népesség
A megye népességének változása:
| Lakosok száma | 29 735 | 30 028 | 30 260 | 30 329 | 30 506 | 30 714 |
|               | 2010   | 2011   | 2012   | 2013   | 2015   | 2020   |